# Ya no soy Pura
Ya no soy Pura es una película de comedia ecuatoriana dirigida por Edgar Rojas y estrenada en 2013. El filme fue realizado con un presupuesto de 30.000 dólares y buscó retratar de forma cómica el drama de la emigración ecuatoriana y la soledad que provocó en lugares como la parroquia Lloa de la ciudad de Quito. Entre los actores del elenco participaron conocidas figuras del teatro ecuatoriano, como Eduardo Mosquera, Álex Altamirano y Marcela Campos.

## Sinopsis
Pura es una mujer soltera de 40 años que se quedó esperando a su novio emigrante durante más de una década. Ella disimula su soledad como maestra de escuela, mientras su madre y amigas la molestan por continuar soltera. Cuando Pura viaja a Guayaquil para publicitar las fiestas de su pueblo conoce a Ángel, un estríper, con quien experimenta atracción mutua pero que está próximo a casarse. En la víspera de su regreso al pueblo, Pura bromea con una amiga diciéndole que regresa en compañía de su novio, hecho que provoca que todos sus vecinos se emocionen por el suceso y empiecen a planearle la boda. En el transcurso del viaje varios enredos más ocurren que acercan cada vez más a Pura y a Ángel.

## Reparto
- Elizabeth Jacho
- Álex Altamirano
- Eduardo Mosquera
- Marcela Campos
- Jimena Villa
- Diana Borja

## Estreno
La película tuvo su estreno nacional en agosto de 2013 en la parroquia Lloa, de la ciudad de Quito. A inicios de diciembre del mismo año se estrenó en las salas de cine de la cadena Supercines en Quito y Guayaquil.  Así mismo fue presentada en otras provincias gracias al apoyo de la Casa de la Cultura Ecuatoriana.